# Jens Funk

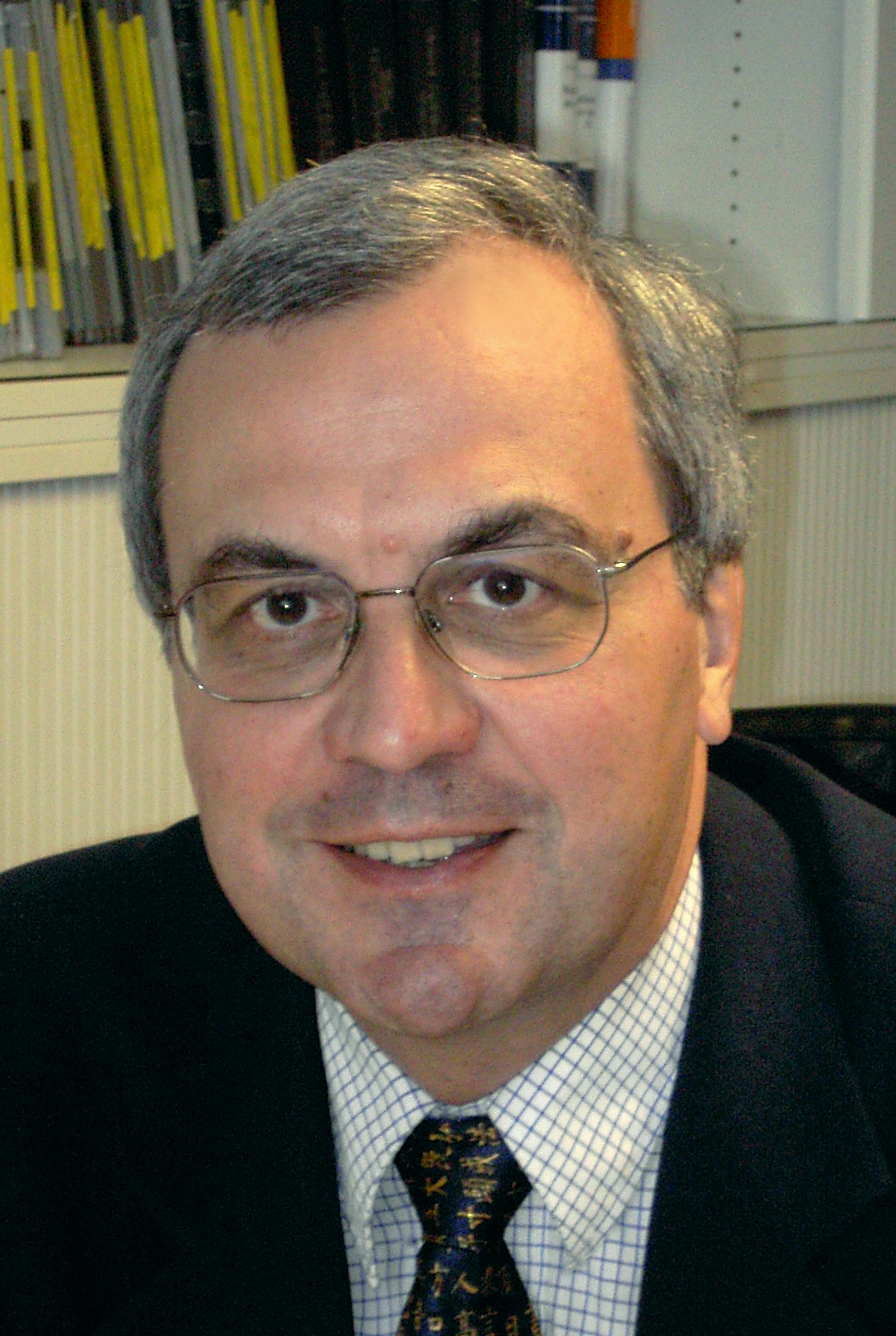
Jens Funk (2009)

Jens Funk (* 13. März 1954 in Castrop-Rauxel) ist ein deutscher Physiker und Ophthalmologe. Er war stellvertretender Klinikdirektor der Augenklinik im Universitätsspital Zürich.

## Leben
Funks Eltern sind der Jurist Walter Funk und seine Frau Dorothea geb. Fehr. Funk besuchte die Volksschule in Hamm und das Gymnasium Hammonense. Wegen der Versetzung des Vaters wechselte er 1967 an das Staatliche Gymnasium Bochum. Nach dem Abitur wurde er 1972 im Corps Suevia Freiburg aktiv. An der Albert-Ludwigs-Universität Freiburg studierte er ab 1973 Physik. Nach einem Intermezzo  an der Technischen Universität Wien (1975/76) machte er 1977 das Vordiplom in Freiburg. Im Jahr darauf begann er am Freiburger Institut für Biophysik (W. Kreutz) die Diplomarbeit. Gleichzeitig nahm er das Medizinstudium auf. 1979 schloss er das Physikstudium mit dem Diplom (sehr gut) ab. Nach drei Jahren als wissenschaftlicher Angestellter am Freiburger Institut für Biophysik und Strahlenbiologie wurde er 1982 magna cum laude zum  Dr. rer. nat. promoviert. Im selben Jahr bestand er den 1. Teil des medizinischen Staatsexamens. Nach dem 2. Teil (1983) und 3. Teil (1984) als Arzt approbiert, wurde er 1985 wiederum magna cum laude auch zum Dr. med. promoviert. Am Universitätsklinikum Freiburg durchlief er von 1984 bis 1988 die ophthalmologische Fachausbildung. Als Oberarzt habilitierte er sich im März 1993. Als Privatdozent erhielt er die Venia legendi für das Fach Augenheilkunde. 1995 wurde er Leitender Oberarzt und stellvertretender Klinikdirektor. Die ALU ernannte ihn 1999 zum apl. Professor. 2002/03 war er kommissarischer Direktor der Freiburger Augenklinik. Von April bis September 2006 war er Leitender Arzt der Charlottenklinik Stuttgart. Nachdem er im Oktober 2006 als Oberarzt nach Freiburg zurückgekehrt war, wurde er vom Universitätsspital Zürich zum 1. Februar 2007 als Leitender Arzt der Augenklinik berufen und am 1. September 2009 zum  a.o. Professor ad personam ernannt.